# Siponto
Siponto (in latino Sipontum, in bizantino e in greco antico: Σιπιούς?) è una località, nonché quartiere, della città di Manfredonia in Puglia, distante circa 2 km dal centro storico manfredoniano e oggi inglobata nell'area urbana della città di cui risulta essere una zona residenziale oltre che quella più vicina all'omonimo parco archeologico, tra i maggiori del Mezzogiorno d'Italia. Fu un'antica città e porto dell'Apulia. Siponto, divenuta poi Manfredonia, fu una delle più attive colonie romane. Il sito archeologico, di cui solo una parte è stata oggetto di scavi, è di grandissimo pregio per le evidenze che presenta, risalenti prevalentemente alla fase romana. L'area del Parco Archeologico è quella più prossima alla basilica medievale in stile romanico pugliese, sorta accanto ai resti di una basilica paleocristiana, tuttavia l'area di interesse archeologico è molto più vasta ed, in parte, ricade in proprietà private, fattore che ha fortemente limitato le attività di ricerca. Infatti la città era un centro importante non solo per quel che riguarda i commerci ma anche per la posizione strategica di cui godeva, porto naturale del nord della regione posto innanzi al golfo protetto dal Gargano.
La località è un rinomato centro balneare conosciuto come Lido di Siponto.

## Toponimo
Il nome Siponto sembrerebbe derivare da Sepiunte, Σιπιούς, o Sepius per l'abbondanza di seppie pescate in passato in questa località.

## Storia
La piana a sud del Gargano era abitata sin da epoca neolitica. La grotta Scaloria - Occhiopinto fu frequentata attorno alla metà del IV millennio a.C. per scopi cultuali e come necropoli. Sono stati rinvenuti contenitori di ceramica dipinta collocati su tronconi di stalagmiti spezzate e con all'interno stalattiti concrezionate per lo stillicidio delle acque ricadenti dalla volta.

### Dauni
L'insediamento di Coppa Nevigata sorge nel VI millennio a.C. su uno dei dossi ai margini di un'antica laguna costiera, odierna località Cupola-Beccarini. Della prima metà del II millennio a.C. si hanno tracce di una capanna a margini curvilinei, che in epoca immediatamente successiva lasciò posto ad un grande muro difensivo, largo metri 5,5, nel quale si aveva un accesso realizzato con blocchi megalitici. Più tardi la fortificazione diventa più complessa con stretti passaggi, postierle e torri. Nel sito si ritrova ceramica micenea, importata dall'Egeo che poi veniva rirpodotta anche in loco. E murici frantumati per estrarre la porpora.
Dal 1500 circa a.C., con l'arrivo degli Iapigi, e fino al IV secolo a.C. fiorisce e si sviluppa, nella Puglia settentrionale, tra le valli dei fiumi Ofanto e Fortore, la civiltà Daunia. Nella Piana di Siponto furono ritrovate centinaia di stele daunie, monumenti antropomorfi istoriati in pietra del VII e VI secolo a.C. Secondo la leggenda, Siponto (e altri centri Dauni) fu fondata dall'eroe omerico Diomede che sposò la figlia del re Dauno, Evippe.
Nel 335 a.C. fu conquistata assieme ad altre città italiche da Alessandro I, re dell'Epiro (e zio di Alessandro Magno), chiamato in aiuto dalla città magno-greca Taranto. L'occupazione avrà accelerato il processo di ellenizzazione.
Durante le Guerre puniche i Dauni e altri popoli italici si schierano con i Romani, ma passano (a esclusione di Lucera) dalla parte dei Cartaginesi dopo la sconfitta alla battaglia di Canne nel 216 a.C.

### Periodo romano
Nel 194 a.C. Roma fece aspra vendetta sulle antiche città che le furono infedeli. Tra queste, vi fu Arpi alla quale fu tolta la libertà, furono abbattute le mura, le monete proprie e ogni altro diritto, fu confiscato il territorio (e l'approdo marittimo) di Siponto. Il centro dauno diventò colonia di cittadini romani. A seguito del progressivo impaludamento della laguna e la conseguente insalubrità l'insediamento fu spostato più a nord nell'attuale Santa Maria di Siponto. Otto anni dopo fu però necessario l'invio di un nuovo contingente di coloni, perché la città era già spopolata, a causa della malaria o della scarsa appetibilità di tale territorio causata dalla siccità.
I primi cristiani perseguitati si rifugiano sottoterra per pregare negli Ipogei di Siponto. Nel IV secolo con l'Editto di Milano il cristianesimo diviene la religione permessa dall'impero. Secondo una leggenda, Siponto diventò una delle prime sedi vescovili d'Italia, il suo primo vescovo Giustino di Siponto sarebbe stato nominato direttamente da San Pietro. Il primo vescovo di cui si abbia notizia certa fu Felice I, il quale partecipò al Sinodo romano del 465. A lui viene attribuita la prima chiesa paleocristiana ad una sola navata con mosaici pavimentali a tessere bianche e nere, situata accanto all'odierna Basilica di Santa Maria Maggiore.

### Medioevo
Nel V-VI secolo il santo vescovo Lorenzo Maiorano amplia la chiesa a tre navate a forma di croce latina, ornata di pavimento musivo policromo. I resti di entrambi i mosaici pavimentali del V e VI secolo sono esposti sulla parete sinistra della Basilica di Santa Maria Maggiore. Costruisce anche il Battistero e la Basilica dei Santi Protomariri Agata e Stefano (oggi chiamato Ipogeo Scoppa I). Sotto il suo episcopato inizia il culto di San Michele nell'area dell'odierno Santuario. Avrebbe fermato la distruzione di Siponto assediata dall'ostrogoto Totila.
Nella metà del VI secolo l'area viene invasa dai Longobardi, che si scontrano più volte con i Bizantini per il possesso della Puglia. Siponto divenne sede di un Gastaldo.
Durante il IX secolo Siponto fu occupata per alcuni anni dai Saraceni.
Negli ultimi decenni del X secolo la Puglia torna in mano ai Bizantini. Dal 1042 i Normanni la eressero a sede di una delle loro dodici baronie della Contea di Puglia.
Nell'XI secolo Siponto dové conoscere una rapida decadenza, probabilmente a causa dell'interramento del porto, e della presenza della malaria dovuta alle paludi circostanti la cittá.
Siponto era sugli itinerari di pellegrinaggi. Fuori le mura, alla fine dell'XI secolo o inizi del XII viene edificata l'abbazia di San Leonardo. Nel 1117 viene consacrata l'attuale chiesa romanica di Santa Maria.
Nel 1223 la città fu scossa da un violento terremoto. Un altro terremoto (e forse maremoto) la ridusse in rovine nel 1255. Manfredi di Sicilia stabilì allora che la città fosse ricostruita in una più a nord, sulla costa rocciosa. Nacque così Manfredonia. Da ciò il nome di manfredoniano o sipontino per gli abitanti della città.

### Periodo moderno
Tra il 1930 e il 1940 il Consorzio di Bonifica della Capitanata avviò la bonifica delle paludi sipontine, trasformandole in campi coltivabili, parte di questi terreni furono adibiti alla costruzione di villette residenziali; nacque così il lido di Siponto, che con il passare degli anni sarebbe divenuto una stazione turistico-balneare, frequentata soprattutto dagli abitanti delle città pugliesi della Capitanata.

## Monumenti e luoghi d'interesse

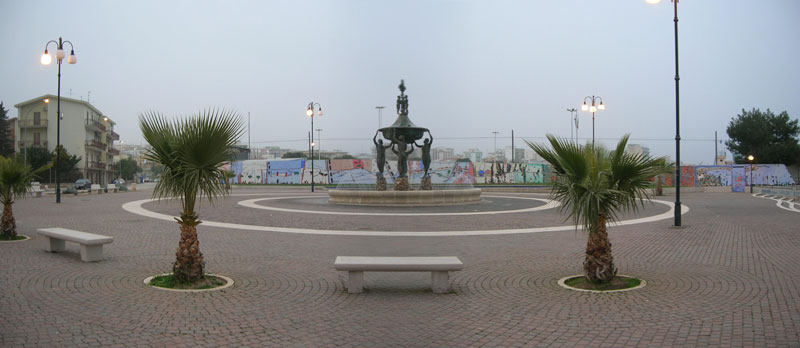
Piazza Falcone - Borsellino.

- Testimonianza dell'antica Siponto è il santuario di S. Maria Maggiore, antica cattedrale sipontina, che sorge vicino ai resti di una basilica paleocristiana risalente ai primi secoli dopo Cristo. Di particolare interesse artistico sono il portale e l'icona della Vergine con il Bambino, sita all'interno del santuario.
- La Basilica paleocristiana fa parte del parco archeologico che comprende anche gli scavi della antica Siponto e delle fondamenta delle vecchie mura di cinta (scavi non ancora ultimati) e gli ipogei a nord dell'ex SS89. Nel 2016 la Soprintendenza archeologica della Puglia ha affidato un progetto di valorizzazione e conservazione del sito all'artista milanese Edoardo Tresoldi che ha realizzato una ricostruzione dell'antica basilica paleocristiana utilizzando 500 metri quadrati di rete elettrosaldata zincata alta 14 metri e pesante 7 tonnellate[3].
- Inoltre nel lido di Siponto sono presenti altri due ipogei di frequentazione neolitica all'interno della pineta, e delle catacombe sotto la chiesa di Santa Maria Regina.[4]
- Abbazia di San Leonardo in Lama Volara, fondata all'inizio del XII secolo sorge sulla S.S.89 Manfredonia-Foggia.
- Fontana Piscitelli, prende il nome dal suo scultore Tommaso Piscitelli. Opera degli anni'30 del '900 era stata ubicata in Piazza Duomo a Manfredonia fino al 1967, dal 2003 è stata collocata nella Piazza Falcone-Borsellino adiacente alla chiesa di Sant'Andrea Apostolo, nel borgo dei pescatori detto "case marinare" a nord di Siponto. Rappresenta un forte uomo al centro il "Gargano" che regge, con tre donne che simboleggiano le tre attività economiche storiche del luogo pastorizia, allevamento e pesca, un grande vaso simbolo dell'abbondanza. Sull'apice di questo vaso sono posti tre "putti" che reggono un murice (fino al 1943 reggevano il fascio littorio).